# Tomasz Giewartowski
Tomasz Tadeusz Józef Giewartowski (ur. 6 sierpnia 1866, zm. ?) – pułkownik piechoty Wojska Polskiego.

## Życiorys
4 stycznia 1919 roku został przyjęty do Wojska Polskiego z byłych Korpusów wschodnich i byłej armii rosyjskiej, z zatwierdzeniem posiadanego stopnia podpułkownika ze starszeństwem z 27 stycznia 1915 roku, i otrzymał z dniem 23 grudnia 1918 roku przydział do Dywizji Litewsko-Białoruskiej.
22 maja 1920 roku został zatwierdzony z dniem 1 kwietnia 1920 roku w stopniu pułkownika, w piechocie, w grupie oficerów byłych Korpusów wschodnich i byłej armii rosyjskiej. Był wówczas dowódcą Powiatu Etapowego Sokółka.
24 marca 1921 roku otrzymał przeniesienie z Głównej Stacji Zbornej w Warszawie do Dowództwa Okręgu Etapowego „Równe” na stanowisko dowódcy z przydziałem ewidencyjnym do 72 Pułku Piechoty. 1 czerwca 1921 roku pełnił służbę na stanowisku dowódcy Pododcinka Kordonowego Nr III Dubno, a jego oddziałem macierzystym był nadal 72 pp.
26 października 1923 roku Prezydent RP Stanisław Wojciechowski zatwierdził go w stopniu pułkownika. Na emeryturze mieszkał w Siedlcach. W 1934 roku pozostawał w ewidencji Powiatowej Komendy Uzupełnień Warszawa Miasto III. Posiadał przydział do Oficerskiej Kadry Okręgowej Nr I. Był wówczas „w dyspozycji dowódcy Okręgu Korpusu Nr I”.